# Hôpital Hérold
Pour les articles homonymes, voir Herold.
L’hôpital Hérold était un hôpital situé sur la place Rhin-et-Danube près de la porte Brunet, dans le 19e arrondissement de Paris.

## Historique
En 1885, l’Assistance publique acquiert un terrain situé place du Danube, dans le 19e arrondissement. Sur ce terrain, elle décide de bâtir un hôpital pour enfants. La construction des bâtiments est achevée en 1892. En 1893, cet hôpital, alors connu comme « hôpital de la place du Danube », prend le nom du préfet de la Seine, Ferdinand Hérold. Celui-ci était le fils du fameux compositeur d'opérette Ferdinand Hérold. 
De nombreuses personnalités du monde médical ont pratiqué à l’hôpital Hérold. C’est là qu'en 1947 Marcel Bessis et Jean Bernard ont obtenu la première rémission dans le cas d’une leucémie aiguë.  Vers 1970, Henri Lestradet a été le premier directeur de l'unité 83 de l'inserm, intitulée "Diabète et nutrition de l'enfant". Il a isolé et caractérisé le diabète de type 1, par carence en sécrétion d'insuline. Cette activité était liée avec une consultation de diabétologie pour enfant et avec l'Aide aux jeunes diabétiques. En 1981, Jehan-François Desjeux a participé à la découverte et la mise en place de la thérapie de réhydratation par voie orale pour le traitement des déshydratations provoquées par les diarrhées. En 1988, l’hôpital Hérold a été transféré dans le nouvel hôpital Robert-Debré. Le site a été détruit dans les années qui suivent et son emplacement a fait l'objet d'une opération immobilière : une rue nouvelle, la rue Francis-Ponge a été construite, reliant la place Rhin-et-Danube au boulevard Sérurier, divisant la parcelle en deux. De nouveaux locaux ont été construits pour un lycée technique, le lycée Diderot sur la partie sud. Quant à la partie nord, elle a été lotie le long de la rue du Général-Brunet et du boulevard Sérurier et un nouveau jardin, le jardin Hérold, a été aménagé en cœur de parcelle.